# Norberto Cadavid
Norberto Cadavid est un footballeur colombien assassiné à l'âge de 39 ans le 11 décembre 2001 à Medellín. 
Surnommé « El Chomo », il évolue au poste d'attaquant. Il est trois fois finaliste de la Copa Libertadores avec l'América Cali en 1985, 1986 et 1987. Il remporte le championnat de Colombie à trois reprises (notamment en 1984 et 1985). Il joue ensuite au Corporación Deportes Quindío. Il a également fait de la prison pour avoir des liens avec des narco-trafiquants. 

## Sources
- « Un ancien joueur tué en Colombie » in France Football, mardi 18 décembre 2001, n°2906, page 58.
- Fiche du joueur sur bestiariodelbalon.